# Megastigmus lasiocarpae
Megastigmus lasiocarpae är en stekelart som beskrevs av Crosby 1913. Megastigmus lasiocarpae ingår i släktet Megastigmus och familjen gallglanssteklar.
Artens utbredningsområde är Finland. Inga underarter finns listade i Catalogue of Life.